# Hincmar de Laon
Pour les articles homonymes, voir Hincmar.
Hincmar de Laon (ou Le Jeune) est le neveu du côté maternel de l'archevêque Hincmar de Reims.
En 858, peut-être grâce aux faveurs de son oncle, il est élu évêque de Laon, suffragant de Reims.
Le caractère ambitieux d'Hincmar le Jeune le pousse à entrer en conflit non seulement avec le roi Charles le Chauve mais aussi avec son oncle. Lors du concile de Douzy en août 871, il est déposé de sa charge d'évêque, jeté en prison et remplacé par Hedenulphe. À son retour d'Italie, Charles le Chauve, devenu empereur, lui fait crever les yeux.
En septembre 878, lors du deuxième sacre du roi Louis II le Bègue au concile de Troyes, Hincmar de Laon rentre en grâce et recouvre son siège épiscopal.
Il meurt en 879.